# 16e cérémonie des Boston Society of Film Critics Awards
La 16e cérémonie des Boston Society of Film Critics Awards, décernés par la Boston Society of Film Critics, a eu lieu le 17 décembre 1995, et a récompensé les films réalisés dans l'année.

## Palmarès

### Meilleur film
- Raison et Sentiments (Sense and Sensibility)

### Meilleur réalisateur
- Ang Lee pour Raison et Sentiments (Sense and Sensibility)

### Meilleur acteur
- Nicolas Cage pour le rôle de Ben Sanderson dans Leaving Las Vegas

### Meilleure actrice
- Nicole Kidman pour le rôle de Suzanne Stone Maretto dans Prête à tout (To Die For)

### Meilleur acteur dans un second rôle
- Kevin Spacey pour le rôle de Keyser Söze dans Usual Suspects (The Usual Suspects)

### Meilleure actrice dans un second rôle
- Joan Allen pour le rôle de Pat Nixon dans Nixon

### Meilleur scénario
- Raison et Sentiments (Sense and Sensibility) – Emma Thompson

### Meilleure photographie
- Safe – Alex Nepomniaschy

### Meilleur film en langue étrangère
- Mina Tannenbaum •  France /  Belgique /  Pays-Bas

### Meilleur film documentaire
- Crumb